# Marta Tagliaferro
Pour les articles homonymes, voir Tagliaferro.
Marta Tagliaferro, née le 4 novembre 1989 à  Noventa Vicentina, est une coureuse cycliste italienne membre de l'équipe Alé Cipollini. Elle court sur route et sur piste. Elle met un terme à sa carrière à l’issue de la saison 2020.

## Biographie
Elle commence le cyclisme à l'âge de huit ans. En 2013, elle obtient de nombreuses places tout au long de l'année.

## Palmarès sur route

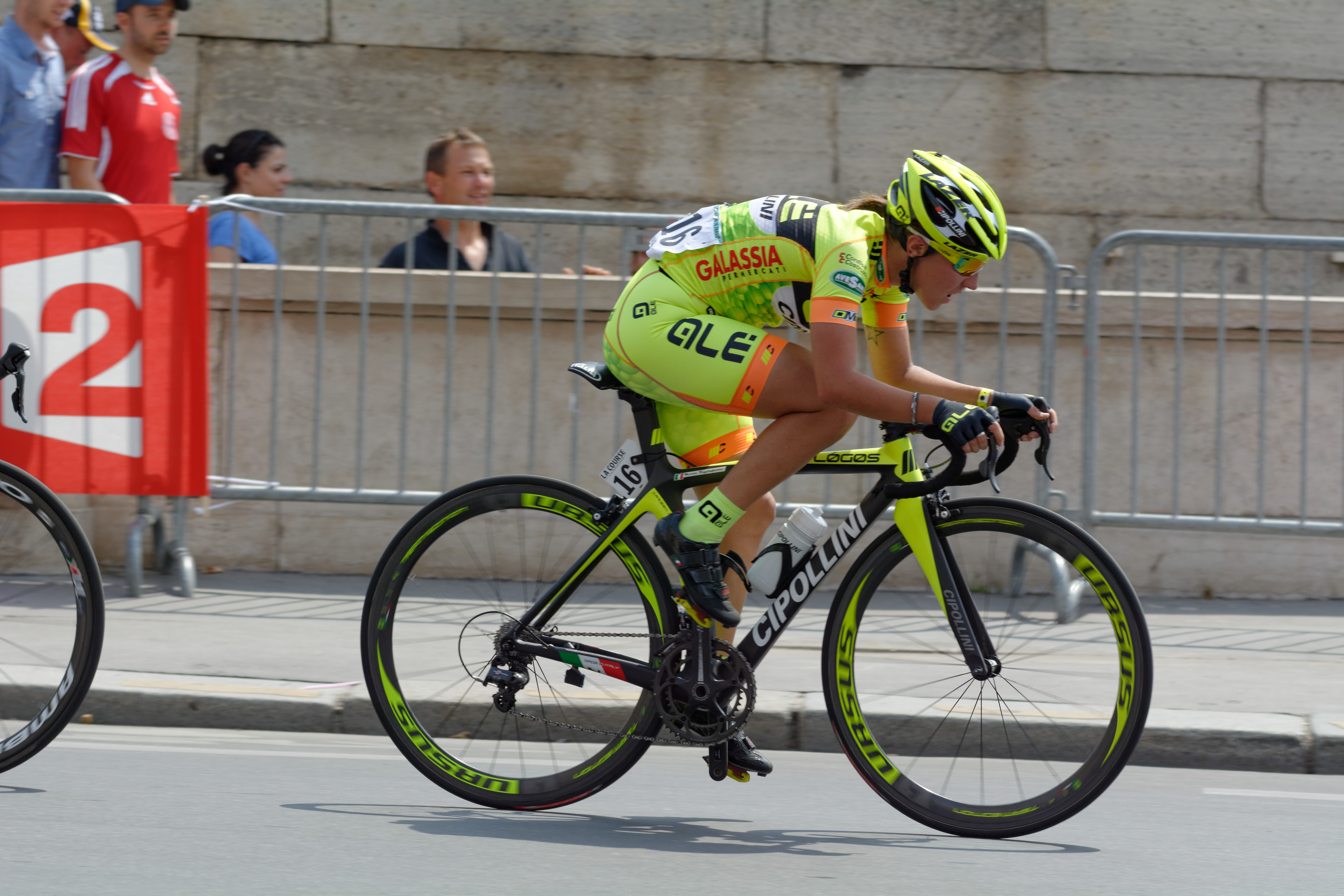
Marta Tagliaferro à La course by Le Tour de France 2014

### Palmarès par années
- 2007
  -  Championne d'Italie sur route juniors
- 2012
  - 3e du Trophée d'Or
  - 9e du Grand Prix de Plouay (Cdm)
- 2013
  - 3e de la Classique de Padoue
  - 6e du Tour de l'île de Chongming (Cdm)
- 2014
  - 2e du Tour de l'île de Zhoushan
- 2016
  - 2e étape du Tour de San Luis
  - 5e étape de Gracia Orlova
- 2019
  - Omloop van de IJsseldelta
  - 1re étape du Tour de Feminin - O cenu Ceskeho Svycarska

### Classements mondiaux
| Année                                 | 2009 | 2010 | 2011 | 2012 | 2013 | 2014 | 2015 | 2016 | 2017 | 2018 | 2019 |
| ------------------------------------- | ---- | ---- | ---- | ---- | ---- | ---- | ---- | ---- | ---- | ---- | ---- |
| Classement UCI                        | 235e | 66e  | 245e | 82e  | 43e  | 100e | 89e  | 101e | 381e | 558e | 106e |
| UCI World Tour                        |      |      |      |      |      |      |      | 92e  | 146e | 174e | 49e  |
|                                       |      |      |      |      |      |      |      |      |      |      |      |
| Légende : nc = non classéSource : UCI |      |      |      |      |      |      |      |      |      |      |      |

## Palmarès sur piste

### Championnats d'Europe
| Édition / Épreuve                | Course aux points |
| Cottbus 2007 (juniors)           | Bronze            |
| Minsk 2009 (espoirs)             | Or                |
| Saint-Pétersbourg 2010 (espoirs) | Argent            |

### Championnats d'Italie
- 2007
  -  Championne d'Italie de la course aux points juniors
  -  Championne d'Italie du scratch juniors
  - 3e de la vitesse par équipes juniors
- 2011
  - 2e de la poursuite par équipes (avec Monia Baccaille et Tatiana Guderzo)
- 2013
  -  Championne d'Italie de l'omnium
  -  Championne d'Italie de la poursuite par équipes (avec Beatrice Bartelloni, Elena Cecchini et Tatiana Guderzo)
  - 2e du scratch
  - 3e du Keirin
- 2014
  -  Championne d'Italie de la poursuite par équipes (avec Beatrice Bartelloni, Elena Cecchini et Tatiana Guderzo)
  - 2e du scratch

### Coupe du monde
- 2008-2009
  - 3e de la poursuite par équipes (avec Giorgia Bronzini et Annalisa Cucinotta) à Cali

### Autres épreuves
- 2013
  - 3e du scratch à Mexico